# Гащайн Лейдис
„Гащайн Лейдис“ е тенис турнир, провеждан в Бад Гащайн, Австрия.
Турнирът се провежда за пръв път през 2007 г., между 23 и 29 юли. Играе се на клей-кортове.
Първоначално турнирът е от III категория от веригата на WTA Тур с общ награден фонд $175 000. От 2009 г. е от категорията „Международни“ на WTA с награден фонд $220 000.

## Финалите в турнира

### Сингъл
| Година | Шампион                    | Финалист                | Резултат            |
| ------ | -------------------------- | ----------------------- | ------------------- |
| 2007   | Франческа Скиавоне         | Ивон Мойсбургер         | 6 – 1, 6 – 4        |
| 2008   | Полин Парментие            | Луцие Храдецка          | 6 – 4, 6 – 4        |
| 2009   | Андреа Петкович            | Йоана Ралука Олару      | 6 – 2, 6 – 3        |
| 2010   | Юлия Гьоргес               | Тимеа Бачински          | 6 – 1, 6 – 4        |
| 2011   | Мария Хосе Мартинес Санчес | Патриция Майр-Ахлайтнер | 6 – 0, 7 – 5        |
| 2012   | Ализе Корне                | Янина Викмайер          | 7 – 5, 7 – 6(7 – 1) |
| 2013   | Ивон Мойсбургер            | Андреа Хлавачкова       | 7 – 5, 6 – 2        |

### Двойки
| Година | Шампион                              | Финалист                          | Резултат                      |
| ------ | ------------------------------------ | --------------------------------- | ----------------------------- |
| 2007   | Луцие Храдецка Рената Ворачова       | Агнеш Саваи Владимира Ухлиржова   | 6 – 3, 7 – 5                  |
| 2008   | Луцие Храдецка Андреа Хлавачкова     | Сесил Каратанчева Наташа Зорич    | 6 – 3, 6 – 3                  |
| 2009   | Луцие Храдецка Андреа Хлавачкова     | Татяна Малек Андреа Петкович      | 6 – 2, 6 – 4                  |
| 2010   | Луцие Храдецка Анабел Медина Гаригес | Тимеа Бачински Татяна Гарбин      | 6 – 7(2 – 7), 6 – 1, [10 – 5] |
| 2011   | Луцие Храдецка Ева Бирнерова         | Ярмила Гайдошова Юлия Гьоргес     | 4 – 6, 6 – 2, [12 – 10]       |
| 2012   | Джил Крейбъс Юлия Гьоргес            | Анна-Лена Грьонефелд Петра Мартич | 6 – 7(4 – 7), 6 – 4, [11 – 9] |
| 2013   | Сандра Клеменшиц Андрея Клепач       | Кристина Бароа Елени Данилиду     | 6 – 1, 6 – 4                  |